# Тундра гор Торнгат

Ту́ндра гор Торнга́т (англ. Torngat Mountain tundra) — североамериканский континентальный экологический регион тундры, выделяемый Всемирным фондом дикой природы.

## Расположение
Тундра гор Торнгат покрывает крайний север Лабрадора и западные склоны гор Торнгат в Квебеке.